# Jean-Baptiste Alaydon
Jean-Baptiste Alaydon (Rethel, 19 de abril de 1671-Saint-Germain-des-Prés, 6 de junio de 1733) fue un religioso benedictino francés, general de la Congregación de San Mauro.

## Biografía
Hijo de Philippe Alaydon, comerciante de Rethel, y de Claire Lambert, ingresó de joven en la congregación de San Mauro perteneciente a la Orden de San Benito; hizo el noviciado en las abadías de Saint-Remi de Reims y Marmoutier de Tours, y ejerció como profesor de Filosofía y Teología en Saint-Remi y en Saint-Julien de Tours.  
Fue sucesivamente prior de las abadías de Notre-Dame d'Argenteuil, Saint-Corneille de Compiègne, Blancs-Manteaux de París y Saint-Pierre de Corbie, y desde 1729 superior general de los mauristas.  
En su condición de general de la congregación, tuvo una participación relevante en la disputa en que se vieron envueltos la monarquía, el parlamento, la Santa Sede y el clero francés cuando parte de éstos se negaron a acatar la bula Unigenitus promulgada por Clemente XI en 1713 para combatir el jansenismo e intentaron organizarse al margen de Roma.   
Fallecido en la abadía de Saint-Germain-des-Prés a los 62 años de edad, fue sepultado en la capilla de la Virgen de este mismo monasterio.